# Biskupice (gemeente)
De gemeente Biskupice is een landgemeente in powiat Wielicki (Klein-Polen).

## Administratieve plaatsen (sołectwo)
Biskupice, Bodzanów, Jawczyce, Łazany, Przebieczany, Sławkowice, Sułów, Szczygłów, Tomaszkowice, Trąbki, Zabłocie, Zborówek.

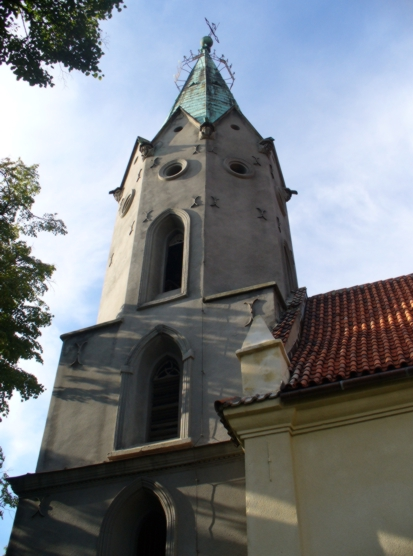
Biskupice

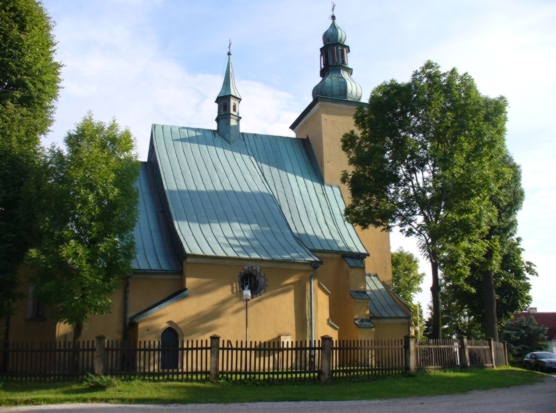
Łazany